# فرانک باینیماراما
فرانک باینیماراما (انگلیسی: Frank Bainimarama؛ زادهٔ ۲۷ آوریل ۱۹۵۴) یک سیاست‌مدار اهل فیجی است.